# Palazzo dell'ex convento
Il palazzo dell'ex convento è un edificio situato nel centro storico di Grosseto.
La sua ubicazione è tra via San Martino, piazza Manescalchi, ove si affaccia col prospetto principale, e via Saffi.

## Storia
Il palazzo fu costruito in epoca rinascimentale, più precisamente nel corso del XV secolo, per ospitare una struttura religiosa di tipo conventuale, del quale è ancora ignota l'antica denominazione. Il convento rimase quasi certamente in funzione fino al tardo XVI secolo, quando vi fu la dismissione anche di alcune strutture religiose.

## Descrizione
Il fabbricato si sviluppa a pianta irregolare, articolandosi su tre livelli. Sul prospetto principale, che si affaccia sulla piazza, si conserva al primo piano rialzato un tratto di loggiato che, originariamente, doveva estendersi lungo l'intero livello. I due ordini rimasti presentano un arco tondo ed uno ribassato; mentre lateralmente sono visibili altre arcate tonde chiuse da lavori di ristrutturazioni posticci, che hanno intonacato gran parte della struttura. Le facciate laterali che si affacciano lungo le due vie presentano una serie finestre di forma quadrangolare che si aprono lungo i livelli superiori e diversi di portali d'ingresso dalla forma rettangolare di diversa ampiezza che danno accesso a vari esercizi commerciali; i medesimi caratterizzano anche il pian terreno della facciata principale.